# Rich Costey
Rich Costey est un réalisateur artistique, mixeur et ingénieur du son américain qui a notamment collaboré avec Muse, Franz Ferdinand, Foo Fighters, Bloc Party, The Mars Volta, My Chemical Romance, Arctic Monkeys, Audioslave et Rammstein.

## Biographie
Il a grandi à Waterbury, dans le Vermont et a travaillé à la station de radio locale quand il était adolescent. Il a ensuite étudié au Berklee College of Music avant de travailler dans un studio d'enregistrement de Boston, notamment aux côtés de Jon Brion. Il a travaillé par la suite pour Philip Glass, Fiona Apple et Audioslave avant de produire l'album Absolution de Muse (2003). Il a ensuite notamment produit les albums You Could Have It So Much Better de Franz Ferdinand (2005), Black Holes and Revelations de Muse (2006) et Our Love to Admire d'Interpol (2007).
Il a également mixé les albums Three Cheers for Sweet Revenge (2004) et Life on the Murder Scene (2006) de My Chemical Romance, Silent Alarm (2005) de Bloc Party, Blood Mountain de Mastodon (2006), Echoes, Silence, Patience and Grace (2007) des Foo Fighters, Humbug (2009) des Arctic Monkeys, Koi No Yokan (2012) de Deftones, Kveikur (2013) de Sigur Rós, ainsi que plusieurs albums du groupe The Mars Volta.
En 2009, le site web MusicRadar (en) l'a classé à la 17e place des meilleurs réalisateurs artistiques actuels.

## Discographie

### Albums produits et mixés
- Fiona Apple - When the Pawn..., 1999
- Muse – Absolution, 2003
- Mew - Frengers, 2003
- Franz Ferdinand – You Could Have It So Much Better, 2005
- Muse – Black Holes and Revelations, 2006
- Jane's Addiction – The Great Escape Artist, 2011
- Frank Turner – Tape Deck Heart, 2013
- Death Cab for Cutie – Kintsugi, 2015

### Albums mixés
Boxcar racer 2002
- Rage Against The Machine – Renegades, 2000
- Audioslave – Audioslave, 2002
- Bloc Party – Silent Alarm, 2006
- Foo Fighters – Echoes, Silence, Patience and Grace, 2007
- Weezer – Weezer, 2008
- TV on the Radio – Nine Types of Light, 2011
- Chvrches – The Mother We Share, 2013
- Flying Lotus – You're Dead!, 2014
- Muse – Drones, 2015, Origin of Symmetry, 2021
- Rammstein – Rammstein, 2019